# Pytilia
Pytilia – rodzaj ptaków z rodziny astryldowatych (Estrildidae).

## Występowanie
Rodzaj obejmuje gatunki występujące w Afryce.

## Morfologia
Długość ciała 11–14 cm, masa ciała 11–18,4 g.

## Systematyka

### Etymologia
Nazwa rodzajowa jest zdrobnieniem nazwy rodzaju Pitylus Cuvier, 1829.

### Gatunek typowy
Pytilia phoenicoptera Swainson

### Podział systematyczny
Do rodzaju należą następujące gatunki:
- Pytilia lineata von Heuglin, 1863 – melba szara
- Pytilia phoenicoptera Swainson, 1837 – melba czerwonoskrzydła
- Pytilia afra (J.F. Gmelin, 1789) – melba złotoskrzydła
- Pytilia hypogrammica Sharpe, 1870 – melba czerwonolica
- Pytilia melba (Linnaeus, 1758) – melba pstra